# Lijst van voetbalinterlands Hongkong - Palestina
Deze lijst van voetbalinterlands is een overzicht van alle officiële voetbalinterlands tussen de nationale teams van Hongkong en Palestina. De landen hebben tot nu toe drie keer tegen elkaar gespeeld. De eerste ontmoeting was een kwalificatiewedstrijd voor het Wereldkampioenschap voetbal 2002 op 4 maart 2001 in Hongkong. Het laatste duel, een groepswedstrijd tijdens de Azië Cup 2023, werd gespeeld in Doha (Qatar) op 23 januari 2024.

## Wedstrijden
| № | Plaats   | Datum           | Competitie           | Wedstrijd            | Uitslag |
| - | -------- | --------------- | -------------------- | -------------------- | ------- |
| 1 | Hongkong | 4 maart 2001    | WK 2002 kwalificatie | Hongkong − Palestina | 1 − 1   |
| 2 | Doha     | 20 maart 2001   | WK 2002 kwalificatie | Palestina − Hongkong | 1 − 0   |
| 3 | Doha     | 23 januari 2024 | Azië Cup 2023        | Hongkong − Palestina | 0 − 3   |

## Samenvatting
| Competitie      | Totaal gespeeld | Winst Hongkong | Gelijk | Winst Palestina | Doelsaldo Hongkong – Palestina |
| --------------- | --------------- | -------------- | ------ | --------------- | ------------------------------ |
| WK-kwalificatie | 2               | 0              | 1      | 1               | 1 − 2                          |
| Azië Cup        | 1               | 0              | 0      | 1               | 0 − 3                          |
| Totaal          | 3               | 0              | 1      | 2               | 1 − 5                          |

HKFA · 
Lijst van A-internationals · 
Hongkongs vrouwenelftal
1960 – 1969 ·
1970 – 1979 ·
1980 – 1989 ·
1990 – 1999 ·
2000 – 2009 ·
2010 – 2019 ·
2020 − 2029
Afghanistan ·
Argentinië ·
Australië ·
Bahrein ·
Bangladesh ·
Bhutan ·
Brazilië ·
Brunei ·
Cambodja ·
Canada ·
China ·
Colombia ·
Denemarken ·
Estland ·
Fiji ·
Filipijnen ·
Guam ·
India ·
Indonesië ·
Irak ·
Iran ·
Israël ·
Japan ·
Jemen ·
Joegoslavië ·
Jordanië ·
Koeweit ·
Kroatië ·
Laos ·
Libanon ·
Liechtenstein ·
Macau ·
Malediven ·
Maleisië ·
Marokko ·
Mauritius ·
Mongolië ·
Myanmar ·
Nepal ·
Noord-Korea ·
Noorwegen ·
Oezbekistan ·
Oman ·
Oost-Timor ·
Palestina ·
Paraguay ·
Qatar ·
Salomonseilanden ·
Saoedi-Arabië ·
Singapore ·
Sri Lanka ·
Syrië ·
Tadzjikistan ·
Taiwan ·
Thailand ·
Turkmenistan ·
Verenigde Arabische Emiraten ·
Vietnam ·
Zuid-Korea ·
Zuid-Vietnam ·
Zwitserland
PFF · 
Bondscoaches · 
A-internationals · 
Palestijns vrouwenelftal
1953 – 1959 ·
1960 – 1969 ·
1970 – 1979 ·
1980 – 1989 ·
1990 – 1999 ·
2000 – 2009 ·
2010 – 2019 ·
2020 − 2029
Afghanistan ·
Australië ·
Azerbeidzjan ·
Bahrein ·
Bangladesh ·
Bhutan ·
Burundi ·
Cambodja ·
Chili · 
China ·
Comoren ·
Egypte ·
Filipijnen ·
Griekenland ·
Guam ·
Hongkong ·
India ·
Indonesië ·
Irak ·
Iran ·
Japan ·
Jemen ·
Jordanië ·
Kazachstan ·
Kirgizië ·
Koeweit ·
Libanon ·
Libië ·
Malediven ·
Maleisië ·
Marokko ·
Mauritanië ·
Mongolië ·
Myanmar ·
Nepal ·
Noord-Korea ·
Oezbekistan ·
Oman ·
Oost-Timor ·
Pakistan ·
Qatar ·
Saoedi-Arabië ·
Seychellen ·
Singapore ·
Soedan ·
Sri Lanka ·
Syrië ·
Tadzjikistan ·
Taiwan ·
Tanzania ·
Thailand · 
Turkmenistan ·
Verenigde Arabische Emiraten ·
Vietnam ·
Zuid-Korea